# Cité scolaire Édouard-Branly
Pour les articles homonymes, voir Lycée Édouard-Branly.
La cité scolaire Édouard-Branly de Nogent-sur-Marne, est un collège-lycée public  nommé en l'honneur d’Édouard Branly (1844-1940).

## Formations

### Lycée général et technologique
Le lycée de 27 classes propose les trois filières générales (Économique et Social, Littéraire, Scientifique) ainsi que la filière technologique STMG depuis 2017.

#### Seconde
Il existe 9 classes de seconde générale et technologique au sein du lycée.
Jusqu'en 2019, les enseignements d'exploration proposés étaient :
- en économie : Principes Fondamentaux de l’Économie et de la Gestion et Sciences économiques et sociales.
- en second enseignement d'exploration : Espagnol LV3, Grec ancien, Italien LV3, Latin, Littérature et Société et Méthodes et Pratiques Scientifiques[1].

De plus, un groupe de section internationale britannique est composée par des élèves de deux classes différentes.

#### Première
Le lycée comporte 8 classes de première générale et une classe de première STMG. Les enseignements de spécialités proposés à partir de la rentrée 2019-2020 sont :
- Histoire-Géographie, Géopolitique et Sciences Politiques
- Humanités, Littérature et Philosophie
- Langues, Littératures et Cultures Étrangères en Anglais
- Mathématiques
- Physique-Chimie
- Sciences de la Vie et de la Terre
- Sciences économiques et sociales

Jusqu'à l'année scolaire 2018-2019, le lycée comportait 8 classes de première générale réparties en :
- 4 classes de Première S
- 3 classes de Première ES
- 1 classe de Première L avec les spécialités Mathématiques et Anglais et Espagnol approfondis[1]

En septembre 2017, une classe de première STMG a également été ouverte.
Une section internationale britannique est proposée dans les trois séries générales.

#### Terminale
Le lycée comporte 8 classes de terminale générale et une classe de première STMG. Les enseignements de spécialités proposés à partir de la rentrée 2020-2021 sont :
- Histoire-Géographie, Géopolitique et Sciences Politiques
- Humanités, Littérature et Philosophie
- Langues, Littératures et Cultures Étrangères en Anglais
- Mathématiques
- Physique-Chimie
- Sciences de la Vie et de la Terre
- Sciences économiques et sociales

Jusqu'à l'année scolaire 2019-2021, le lycée comportait 8 classes de terminale générale réparties en 
- 4 classes de Terminale S avec les spécialités Mathématiques, Physique-Chimie, Sciences de la Vie et de la Terre et Informatique et sciences du numérique.
- 3 classes de Terminale ES avec les spécialités Économie approfondie, Sciences sociales et politiques et Mathématiques
- 1 classe de Terminale L avec les spécialités Mathématiques et Anglais et Espagnol approfondis[1]

Une classe de terminale STMG a également été ouverte à la rentrée 2018.
Le lycée propose également l'Option Internationale de Baccalauréat aux élèves de la section internationale britannique répartis dans les trois séries.

### Collège
Le collège est composé de 16 classes soit 4 classes pour chaque niveau.
Chaque niveau comporte un groupe  de section internationale britannique réparti sur deux classes et une section bilangue organisée de la même manière.
Les langues proposées sont les suivantes :
- Langue Vivante 1 : Allemand (section billangue) et Anglais (LV1 ou langue de section)
- Langue Vivante 2 : Allemand, Anglais et Espagnol

Une classe d'option Latin est également proposée.

## Établissement
L'établissement comporte deux bâtiments.

### Bâtiment "A"
Le bâtiment "A" comporte quatre étages :
- Le rez-de-jardin est composé de l'espace de permanence du lycée, du Centre de Documentation et d'Information et des salles polyvalente et multimédia.
- Le rez-de-chaussée est majoritairement consacré à l'administration et à la vie scolaire du collège et du lycée. On y trouve également trois salles de lycée et la salle de permanence du collège.
- Le premier étage avec 16 salles de cours dont 14 pour le lycée et 2 pour le collège ainsi qu'une réserve de ressources d'Histoire-Géographie.
- Le second étage est formé à partir de deux petites tours. La tour "sud" est entièrement consacrée aux lycéens avec 4 salles de cours. Au contraire, la tour "nord" comporte une salle de lycée et les classes d'Arts Plastiques et d'Éducation musicale du collège.

### Bâtiment "B"
Le bâtiment "B" est composé de cinq étages
- Le rez-de-jardin avec le restaurant scolaire.
- Le rez-de-chaussée avec 11 salles de cours pour le collège.
- Le premier étage est uniquement consacré à la discipline de Physique-Chimie. Il comporte deux salles de cours, quatre salles de travaux pratiques et des réserves.
- Le deuxième étage est uniquement consacré à la discipline de Sciences de la Vie et de la Terre. Il comporte quatre salles de travaux pratiques et des réserves.
- Le troisième étage composé d'une salle de Technologie avec une réserve ainsi que de deux salles informatiques et trois salles de cours communes au collège et au lycée.

## Statistiques
L'établissement a été classé 845e sur 1912 au niveau national en 2010. Il bénéficie d'une bonne réputation et d'un bon niveau, notamment grâce à de bons résultats au bac. Cependant on remarque une baisse des résultats récemment et plus particulièrement lors des épreuves 2010 avec une baisse de 7 à 13 % du nombre d'admis selon les sections.

### Baccalauréat
En juin 2018, les résultats du baccalauréat dans l'établissement étaient les suivants :
- Baccalauréat scientifique : 89% d'admis dont 51% avec mention
- Baccalauréat économique et social : 92% d'admis dont 48% avec mention
- Baccalauréat littéraire : 100% d'admis dont 73% avec mention

|                     |                     |                                | Série générale | Série générale | Série STMG | Série STMG |
| Nombre              | Pourcentage         | Nombre                         | Pourcentage    |                |            |            |
| ------------------- | ------------------- | ------------------------------ | -------------- | -------------- | ---------- | ---------- |
| Admis au 1er tour   | Mention très bien   | Avec les félicitations du jury | 5              | 2,2%           | 0          | 0%         |
| Admis au 1er tour   | Mention très bien   | Sans les félicitations du jury | 32             | 13,9%          | 1          | 3,6%       |
| Admis au 1er tour   | Mention bien        | Mention bien                   | 61             | 26,4%          | 5          | 17,9%      |
| Admis au 1er tour   | Mention assez bien  | Mention assez bien             | 69             | 29,9%          | 10         | 35,7%      |
| Admis au 1er tour   | Mention passable    | Mention passable               | 52             | 22,5%          | 6          | 21,4%      |
| Admis au 1er tour   | Total               | Total                          | 219            | 94,8%          | 22         | 75,6%      |
| Admis au 2d tour    | Admis au 2d tour    | Admis au 2d tour               | 5              | 2,2%           | 2          | 6,9%       |
| Total des admis     | Total des admis     | Total des admis                | 223            | 96,5%          | 24         | 82,8%      |
| Refusés au 1er tour | Refusés au 1er tour | Refusés au 1er tour            | 5              | 2,4%           | 2          | 6,9%       |
| Refusés au 2d tour  | Refusés au 2d tour  | Refusés au 2d tour             | 2              | 1,0%           | 3          | 10,3%      |
| Total des refusés   | Total des refusés   | Total des refusés              | 7              | 3,4%           | 5          | 17,9%      |
| Total des candidats | Total des candidats | Total des candidats            | 230            | 100%           | 29         | 100%       |

### Diplôme national du brevet
En 2018, 92,4% des élèves de troisième ont décroché le Diplôme national du brevet. Parmi eux, on compte 52% de mentions très bien, 19,3% de mentions bien et 11,2% de mentions assez bien.

## Instances et associations
Le lycée et le collège possèdent tous les deux un conseil d'administration, une commission permanente, une commission éducative, une commission Hygiène et Sécurité, un comité d’éducation à la santé et à la citoyenneté. De plus, le lycée met en place un conseil des délégués pour la vie lycéenne,.
Depuis 2016, deux listes de parents d'élèves, la FCPE et la PEEP sont présentes dans l'établissement. La section internationale dispose quant à elle de sa propre association nommée l'APESIA

## Activités
De nombreuses activités sont proposées aux élèves comme des compétitions sportives organisées par l'Association Sportive de l'Etablissement. Un ciné-club a également été ouvert par un professeur d'Histoire-Géographie en partenariat avec le cinéma royal-palace.
L'établissement organise des échanges scolaires franco-allemands avec la ville jumelle de Nogent-sur-Marne, Siegburg pour le collège et Elmshorn pour le lycée.

## Proviseurs
- 2012-2015 : Bernard Pradeilles
- 2015-2024 : Véronique Marquez[10]

## Anciens élèves notables
- Zeev Gourarier[11] (né en 1953), conservateur de musée
- Fabrice Éboué, humoriste
- Faul & Wad Ad, DJ français
- Laurent Voulzy
- Jacques J. P. Martin